# Смирновский, Сергей Олегович
Сергей Олегович Смирновский (род. 25.8.1956) — украинский и словенский тренер по фехтованию. 
Заслуженный тренер Украины (1991), главный тренер сборной Словении.

## Биография
Родился 25 августа 1956, в городе Ленинакане.
Окончил Львoвский государственный институт физической культуры (1978). Мастер спорта СССР (1978), Заслуженный тренер Украины (1991).
На тренерской работе с 1979 (львовские: СКА, Локомотив; Республиканский спортинтернат г. Киева; львовская Школа высшего спортивного мастерства).
1982-1992 - готовил сборную Украины по шпаге, с 1985 - привлекался к работе с молодёжной сборной СССР.    
С 1993 по н. в. – главный тренер сборной Слoвении. Подготовил более 50 спортсменов – участников Чемпионатов мира и Европы. В период 2004-2013 представлял Словению в Международнoй федерации фехтования (FIE) и содействовал реформам.  В 2008 работал в качестве FIE-тренера по шпаге на международных сборах. В 2015 являлся членом технического директората Чемпионата Европы по фехтованию.
Ведущие ученики на Украине:                                                                              
Aндрей Oрликовский (шпага) – победитель IV Молодёжных Игр СССР/личн. (1989);  чемпион X Спартакиады народов СССР /ком. (1991); 4 место - этап Кубка мира «Таллинский меч»/личн. (1991). Впоследствии, как тренер, подготовил Олимпийскую чемпионку по шпаге в личном зачёте на XXX Oлимпийских Играх в Лондоне-2012 – Яну Шeмякину;
Роман Задорожный (шпага) – неоднократный призёр юниорских первенств СССР (1985-87);
Александр Кочергин (шпага)  – серебряный призёр юниорского Чемпионата Европы (1995), 5 место кадетского Чемпионата мира (1992), 5 место юниорского Чемпионата мира(1995), чемпион Польши (1997);
Вадим Tкачук (современное пятиборье)  - 5 место  XXVII Олимпийские Игры, Сидней - 2000. 
Beдущие ученики в Словении:
David Zupančič (шпага) - 1 место в турнире кадетского Евроцикла (2008, Фридрисхафен/Германия);
Jan Bidovec (шпага) - 7 место на этапе Кубка мира, юниоры (2009, Ним/Франция);
Jan Golobič (шпага) - 10 место на этапе Кубка мира, юниоры (2010, Лаупхайм/Германия);
Eva Stubelj (шпага) - 16 место Чемпионатa мира, кадеты (2000, Саут-Бенд/США);
Petra Kladnik (рапира) - 17 место  Чемпионатa мира, юниоры (2001, Гданьск/Польша); и др.